# Faro Coig
El faro Coig es un faro no habitado de la Armada Argentina que se encuentra en la ubicación 50°54′00″S 69°08′00″O / -50.90000, -69.13333 en la punta Norte de la ría Coig (fácil de reconocer por ser el único corte que presenta la costa entre Puerto Santa Cruz y cabo Buen Tiempo), a 4 km al noreste del antiguo pueblo de Puerto Coig en la desembocadura del río del mismo nombre, en el departamento Güer Aike, a aproximadamente 80 km en línea recta al norte de la ciudad de Río Gallegos, en la provincia de Santa Cruz, Patagonia Argentina.
La necesidad de la construcción de este faro fue que en la zona de Puerto Coig, lugar de salida obligado de la producción ovina de las estancias de la zona, era necesario instalar una señal luminosa que facilitara la recalada.
El faro consta de una estructura cilíndrica de hormigón armado, con garita roja en la parte superior que soporta el equipo luminoso. La altura es de 11 metros y está pintada en franjas horizontales rojas y blancas. La altura total de la estructura es de 78 m ya que se encuentra en lo alto de un acantilado. Los trabajos de construcción se iniciaron en julio de 1947, librándose al servicio el 12 de enero de 1948. Originalmente funcionó a gas acetileno otorgándole un alcance óptico de 20 millas. En abril de 1992 el aparato luminoso pasa a ser alimentado con energía solar fotovoltaica (paneles solares y baterías), quedando con un alcance de 13,1 millas náuticas (24,3 km).